# Mjao jezici
Mjao jezici (Miao; hmong jezici), jedna od dviju velikih grana jezične porodice mjao-jao kojim govori niz naroda po Kini, Vijetnamu i dijelom u Laosu. Sastoji se od podskupina bunu sa (4) jezika; chuanqiandian (22) jezika; qiandong (3) jezika; xiangxi (2) jezika; i pa-hng sa (1) istoimenim jezikom.
Mjao jezici s jezicima jao ili mien (yao) i malenom podskupinom ho nte (1) kojoj pripada jezik she, čini porodicu mjao-jao.

## Vanjske poveznice
- Ethnologue (14th)
- Ethnologue (15th)